# Средна дървесна чинка
Средна дървесна чинка (Camarhynchus pauper) е вид птица от семейство Тангарови. Тя е един от видовете Дарвинови чинки и ендемичен вид на Галапагоските острови. Видът е разпространен единствено на остров Флореана.

## Заплахи и опазване
Средната дървесна чинка е застрашена от загуба на местообитания заради разширяването на обработваемите площи и внасянето на различни видове животни от човека. Основното местообитание, където гнезди е доминирано от дървото Scalesia pedunculata. На острова е внесена и мухата Philornis downsi. Ларвите на паразитната муха смучат кръв от новоизлюпените пиленца и ги изтощават до смърт. Галапагоският късоух бухал е единственият естествен враг на представителите на вида.
През 1959 г. е създаден националният парк „Галапагос“, който включва и по-голямата част от остров Флореана, където единствено се срещат представители на вида. Основният ареал на средната дървесна чинка обаче не влиза в него. Причината за това е, че тези площи са заети от ферми с развито пасищно животновъдство. През декември 2006 г. националният парк започва ликвидирането на всички кози и магарета от Флореана. Консервационните мерки на острова включват и контрол и унищожаване на паразита Philornis downsi, разширяване на националния парк с включване на селскостопанската зона на Флореана и контрол срещу въведени видове.